# Христофор (Сулима)
Епископ Христофор (в миру Христофор Семёнович Сулима; ок. 1750 — 18 (30) мая 1813) — епископ Русской православной церкви, епископ Слободско-Украинский и Харьковский.

## Биография
Происходил из семьи Переяславского полковника Семёна Сулимы. Воспитывался в кадетском корпусе, после чего служил в гвардии.
В 1765 году принял монашеский постриг. Будучи монахом слушал лекции в Киевской духовной академии. Был монахом Мотронинского монастыря, затем архидиаконом и иеромонахом при Переяславском архиерее Илларионе. В это время продолжал обучение в Переяславской семинарии.
В 1785 году вместе с епископом Илларионом переходит в Новгород-Северск.
В 1789 году назначен игуменом Моденского Николаевского монастыря, Новгородской епархии.
25 декабря 1789 году возведён в сан архимандрита Гамалеевского Харлампиева монастыря.
В 1794 году переведён в Чернигов на должность ректора семинарии и настоятеля Елецкого Успенского монастыря.
28 февраля 1798 году назначен, а 18 апреля хиротонисан во епископа Феодосийского и Мариупольского, викария Екатеринославской епархии.
В 1799 году, по упразднении епархии, переведён на вновь учреждённую Слободско-Украинскую и Харьковскую епархию.
Активно занимался устройством епархиального управления новосозданной епархии — заводил консисторию, реформировал духовные правления, число которых сократилось с 13 до 9, обустаривал Покровский монастырь, малопригодный для размещения архиерейского дома, обустраивал кафедральный собор. Заботился о развитии Коллегиума. Содействовал развитию новосозданного Харьковского университета. За содействие университету 1 февраля 1805 года был награждён Орденом Святой Анны 1-й степени.
16 февраля 1813 года по состоянию здоровья был уволен на покой в Куряжский монастырь с пенсией в 1200 р.
Скончался 17 мая 1813 года и погребён в усыпальнице Покровского монастыря.